# كدسورة مرمرية
كدسورة مرمرية (الاسم العلمي:Kadsura marmorata) هي نوع من النباتات يتبع جنس الكدسورة من الفصيلة الشزندرية.